# 귄터 프린

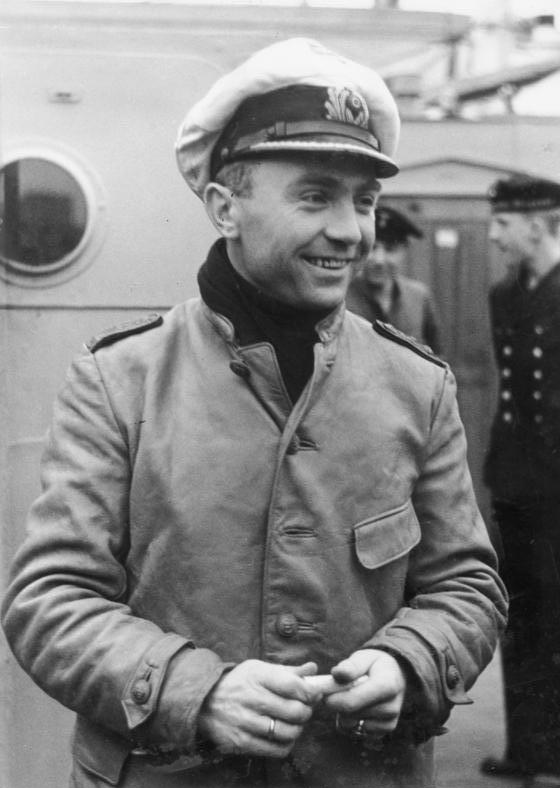

귄터 프린(Günther Prien, 1908년 1월 16일 – 1941년 3월 8일 추정)은 제2차 세계대전 당시 독일의 U보트 사령관이었다. 그는 나치 독일의 참나무 잎사귀 기사십자 철십자장을 받은 최초의 U-보트 사령관이자 독일 해군의 첫 번째 기사십자장이었다. 프린에게 수여된 당시 독일 최고의 군사 훈장이었다.
프린의 지휘하에 잠수함 U-47은 스카파 플로(Scapa Flow)의 홈 플리트(Home Fleet) 정박지에 정박한 영국 전함 HMS 로열 오크(HMS Royal Oak)와 함께 총 약 200,000 GRT에 달하는 30척 이상의 연합군 선박을 침몰시킨 것으로 인정되었다.

## 어린 시절과 경력
프린은 판사의 세 자녀 중 한 명으로 기본 교육을 마쳤다. 프리엔은 다섯 살 때 공증인인 칼 한과 그의 아내와 함께 뤼베크에서 살고 있었다. 그곳에서 그는 인본주의 중등학교인 카타리네움에 다녔다. 부모가 헤어진 후 프린은 어머니 및 형제 자매와 함께 라이프치히로 이사하여 농민 레이스를 팔아 생계를 유지했다. 프린은 가족의 재정적 부담을 덜기 위해 1923년 중반에 헨델스플로테(Handelsflotte, 독일 상선)에 합류했다. 그는 핀켄베르더–함부르크 선원 학교(Finkenwerder–Hamburg Seaman 's School)에 지원하고 합류했다. 선원으로서 8년간 일하고 공부한 후 프린은 범선의 선실 소년에서 필수 시험에 합격하고 여객선 SS 함부르크의 네 번째 항해사가 되었다. 프린은 전신, 선박 취급, 리더십 및 해양법을 배웠다. 1931년에 그는 일등항해사가 되었고 위원회를 위해 학교에 다녔다. 프린은 1932년 1월에 바다 마스터 자격증을 받았다.
대공황 당시 독일 해운업의 극심한 위축으로 일자리를 찾을 수 없었던 그는 FAD(Freiwilliger Arbeitsdienst, '자발적 노동 서비스')에 의지할 수밖에 없었다. 그는 밭을 준설하고 도랑을 파서 생계를 꾸렸다. 프린은 1932년 5월에 나치당에 가입했지만 히틀러가 집권하기 전에 해군에 입대하면서 회원 자격을 사임해야 했다. 그의 행동은 진정한 정치적 신념보다는 기회주의를 발전시키는 경력으로 묘사되었지만 그의 당원은 나치 지지자로서의 프린의 이미지를 굳혔다. 한 저자는 "그의 정치를 결정하기 어렵다"고 썼다. 그러나 도널드 매킨타이어(Donald Macintyre)는 프린을 "가장 나치화된 U-보트 선장", "열렬하고 무자비한 나치"라고 묘사했다. 프린은 1933년 1월 해군이 상선 장교를 위한 장교 후보 프로그램을 제공한다는 사실을 알게 되자 해군(Reichsmarine)에 지원했다. 그는 "Crew 31"(1931년 신입 클래스)의 일원으로 해군에 통합되었지만 1926년 해당 클래스의 나이와 경험을 가지게 되었다.
프리엔은 슈트랄준트(1933년 1월 16일 – 1933년 3월 31일)에서 발트해 상비 사단 2부 2중대에서 기본 군사 훈련을 받았다. 이 기간 동안 슈트랄준트에서 복무한 그는 3월 1일에 해군 생도(Fähnrich zur See)로 진급했다. 그런 다음 그는 해군 사관학교 뮈르비크(Mürwik)의 주요 생도 과정과 키엘(Kiel)에서 생도를 위한 다양한 무기 과정에 참석했다(1933년 4월 1일 – 1934년 9월 30일). 1934년 10월 1일부터 1935년 9월 30일까지 프린은 경순양함 쾨니히스베르크(Königsberg)의 감시 및 사단 장교를 맡았다. 이 임무에서 그는 1935년 1월 1일에 Oberfähnrich zur See(선임 중함)로, 1935년 4월 1일에 Leutnant zur See(하위 대행)로 승진했다. 그 후 프린은 U-보트 훈련 부대에 합류했다. 프린은 1935년 10월 1일부터 1936년 4월 30일까지 킬에 있는 U-보트 학교에 다녔다. 그의 훈련에는 U-3에서 열리는 전문 U-보트 어뢰 과정이 포함되었다.
1936년 5월 11일, 프린은 훈련 학교에서 유대감을 형성한 후 베르너 하트만(Werner Hartmann)의 지휘 아래 복무하는 U-26의 첫 감시관으로 임명되었다. 하트만의 요청에 따라 프린은 1937년 스페인 내전에 참전한 그의 잠수함에 배치되었다. 프린은 1933년 중함에서 1937년 1월 1일 중위(Oberleutnant zur See)까지 순위가 꾸준히 상승했다. 1937년 10월 1일 프린은 새로운 타입 VIIB U-47의 건조 훈련을 위해 키엘의 조선 작업장(Germaniawerft)에 주문되었다. 그는 1938년 12월 17일 베게너 소함대(Wegener Flotilla)의 일부였던 U-47을 취역했다. 프린은 1939년 2월 1일에 중위(Kapitänleutnant)로 승진했다.
프린은 1939년에 잉게보르(Ingeborg)와 결혼했다. 그 부부에게는 두 자녀가 있었다.

## 제2차 세계 대전
제2차 세계대전은 1939년 9월 1일 독일의 폴란드 침공 이후 U-47에서 프린의 첫 번째 순찰 중에 시작되었다. 프린은 28일 동안 지속되는 순찰을 위해 8월 19일 키엘을 떠났다. 9월 5일, 그는 2,407GRT의 영국 보스니아를 U-보트에 의해 침몰시킨 전쟁의 두 번째 배를 침몰시켰다. 당시 상금 규정이 시행 중이어서 프린은 배를 멈출 수밖에 없었다. 그녀를 영국인으로 확인한 후 그는 그녀와 함께 수면으로 올라와 갑판 총에서 경고 사격을 발사했다. 배는 탈출하기 위해 몸을 돌렸고 유황으로 가득 찬 선창에서 여섯 번 맞고 불이 나서 멈추었다. 프린은 지나가는 중립 노르웨이 선박에 승무원을 태워달라고 요청했다. 손상된 배는 어뢰로 마무리되었다. 그의 보트는 6일에 4,086 GRT의 리오 클라로(Rio Claro)와 7일에 1,777 GRT의 가타본(Gartavon) 두 척의 영국 선박을 침몰시켰다. 침몰은 드문 프린의 데크 건 사용으로 유명했다. U-47은 총 톤수 8,270 GRT를 가라앉힌 후 9월 15일 킬로 돌아왔다. 프린은 되니츠(Dönitz)에 의해 모든 보트가 순찰 중이 아닌 동시에 돌아 오는 것을 방지하기 위해 리콜되었다.